# Podisor
Podisor (ukránul: Подішор) falu Ukrajnában, Kárpátalján, a Técsői járásban.

## Fekvése
Técsőtől keletre, Topcsinó és Szorospatak közt fekvő település. Átfolyik rajta a Bockó.

## Nevének eredete
A Podisor helységnév román víznévi eredetű (1859-60: Patisor,). A pataknév alapja a román podiş, podişuri ’fennsík, kis híd,
gyaloghíd’ (Dr M. 2: 265) főnév.

## Története
Nevét 1902-ben Podisor néven írták. Későbbi névváltozatai: 1907-ben Pogyisor (hnt.), 1913-ban Pogyisor, 1944-ben Podisor, Подишоръ, 1983-ban Подішор, Подишор.